# Gottfried von Bismarck-Schönhausen
Pour les articles homonymes, voir von Bismarck.
Gottfried comte von Bismarck-Schönhausen, né le 29 mars 1901 à Berlin et mort le 14 septembre 1949 à Verden, est un homme politique allemand qui participa à la résistance intérieure au nazisme pendant la Seconde Guerre mondiale.

## Biographie
Né à Berlin le 9 mars 1901, petit-fils puîné du chancelier Otto von Bismarck (son frère aîné est le prince Otto von Bismarck (1897-1975) ), le comte Gottfried von Bismarck-Schönhausen est maire de la ville de Potsdam dans les années 1930 et pendant la guerre.
Membre du Parti nazi, il s'en éloigne rapidement et rejoint, pendant la guerre, l'opposition à Hitler. Il appartient toutefois à un groupe d'industriels proches de Heinrich Himmler, et fait partie de la SS (SS-Oberführer en 1943, SS-Brigadeführer en 1944).
Proche de Claus von Stauffenberg, d'Adam von Trott zu Solz ou encore d'Herbert Blankenhorn, acteurs directs et indirects de l'attentat du 20 juillet 1944, il comparait dans les mois qui suivent devant le Volksgerichtshof, présidé par le juge Roland Freisler.
Échappant à une condamnation à mort, il est néanmoins déporté au camp de concentration d'Oranienburg-Sachsenhausen, où il est libéré par l'Armée rouge en avril 1945. Il se tue avec sa femme, née Mélanie von Hoyos, en 1949, dans un accident de voiture.